# 금강아산병원
금강아산병원(錦江牙山病院)은 아산사회복지재단이 설립하였다.

## 연혁
- 1980년 8월 1일 금강병원 개원
- 2002년 4월 1일 금강아산병원으로 변경